# IMERICA
iMERICA — второй студийный альбом группы Anew Revolution, вышел 18 мая 2010 года на Koch Records.

## Об альбоме
В отличие от их первого альбома Rise, в него не вошли перезаписанные песни с EP-бутлега Live At The Machine Shop!, и весь альбом состоит из нового материала.

## Список композиций
1. "Broken Bones" - 3:42
2. "Grey" - 4:29
3. "Head Against the Wall" - 3:51
4. "Social Suicide" - 3:40
5. "Crucify" - 3:55
6. "Brick by Brick" - 4:11
7. "Ashes From Stone" - 3:46
8. "Take Me Over" - 3:57
9. "My Sacrifice" - 3:37
10. "Killing Me" - 3:39
11. "Life" - 3:18
12. "Dead And Crazy" - 3:47 (itunes bonus track)

## Участники записи
- Joey Duenas - вокал и гитара
- Shaun Stockton - соло-гитара
- Rob Urbani - ударные
- Frank "Frankie" Salvaggio - бас и бэк-вокал